# Mastinomorphus pampaensis
Mastinomorphus pampaensis är en skalbaggsart som först beskrevs av Wittmer 1950.  Mastinomorphus pampaensis ingår i släktet Mastinomorphus och familjen Phengodidae. Inga underarter finns listade i Catalogue of Life.